# República Maior da América Central
República Maior da América Central (em castelhano:  República Mayor de Centroamérica) ou Grande República da América Central foi uma breve união entre Honduras, Nicarágua e El Salvador durante o período de 1896 a 1898. Foi uma tentativa de reviver a fracassada República Federal da América Central do início do século.
Os três países concordaram em estabelecer uma união com a assinatura do Tratado de Amapala em 20 de junho de 1895. Em 15 de setembro de 1896, depois que todos os países ratificaram o tratado individualmente, a união foi formalmente confirmada. Embora a Guatemala e a Costa Rica considerassem a adesão à república, nenhum dos dois países aderiram. 
A república seria rebatizada de "Estados Unidos da América Central", quando sua constituição entrou em vigor em 1 de novembro de 1898. A capital estaria localizada na cidade hondurenha de Amapala no Golfo de Fonseca. A união acabou dissolvida depois que o general Tomás Regalado tomou o poder em El Salvador, em 21 de novembro.
Antes de sua dissolução, a Grande República estabeleceu relações diplomáticas com os Estados Unidos.